# Cervone Podillea, Kahovka
Cervone Podillea (în ucraineană Червоне Поділля) este un sat în comuna Kameanka din raionul Kahovka, regiunea Herson, Ucraina.

## Demografie
Componența lingvistică a localității Cervone Podillea
     Ucraineană (91,68%)
     Rusă (6,69%)
     Belarusă (1,63%)
Conform recensământului din 2001, majoritatea populației localității Cervone Podillea era vorbitoare de ucraineană (91,68%), existând în minoritate și vorbitori de rusă (6,69%) și belarusă (1,63%).